# 戦時中の医師不足対策
戦時中の医師不足対策（せんじちゅうのいしぶそくたいさく）では、日中戦争から第二次世界大戦までの日本において、医師不足となった状況への対策について述べる。
日中戦争が勃発して以来、ありとあらゆる国家資源が戦争遂行のために動員されることになったが、とりわけ人的資源の不足は決定的であった。事変から程なくして、日本中から現役兵が払底し、予備役から後備役まで動員しても、第一線の陸軍兵力は、中国側の20分の1にも満たなかった。そのなかでも、特に不足だったのは第一線の「下級軍医」である。そのため、医学教育機関の拡充や、医師資格取得の簡素化などの政策が取られた。

## 概要
日中戦争から敗戦まで、国家が行った「医師不足への対策」は、大きく四段階に分けられる。
1. 1939年（昭和14年）5月に七帝大六医大に対して行われた、臨時医学専門部の設置。
2. 1943年（昭和18年）10月の非常臨時措置による医学専門学校の新増設。
3. 1944年（昭和19年）4月から始まった歯科医師を対象とする医学教育課程の設置。
4. 1945年（昭和20年）4月に始まった歯科医師を対象とした「医師試験前講習会」による医師養成と歯科医師対象への「医師試験」による医師免許付与。

## 臨時医学専門部の設置
1939年（昭和14年）5月、政府は隊附軍医の不足を解消するために、帝国大学7校、および官立の医科大学6校、合計13校に対して、臨時医学専門部（○○帝国大学医学部附属臨時医学専門部あるいは○○医科大学附属臨時医学専門部）の設置を行った。「七帝大六医大」に設置された臨時医専は、一校あたり150名を定員とし男子学生のみを入学させた。これによって合計約2000名の医師増員が計られた。
附属臨時医学専門部は、1944年「臨時」が外され、附属医学専門部と改称されると共に、京都府立医科大学、慶應義塾大学医学部、東京慈恵会医科大学、日本医科大学の4校の公私立大学にも設置された。

## 医学専門学校の新増設
太平洋戦争の開戦以降、下級軍医の不足は極めて深刻な状態となった。1943年（昭和18年）10月、東條内閣の閣議決定により「戦時非常措置」が公布され、各地に医学専門学校が新設される。とりわけ、秋田女子医専・福島女子医専・山梨県立女子医専・高知女子医専・北海道立女子高等医専など女子医科専門学校の新設がなされている。これは、男性医師を軍医として徴兵してしまったことで国民生活に深刻な医師不足が生じたことに加え、徴兵されずに銃後で一般市民の診療に従事してくれる女性に医師のなり手として期待されたことが大きい。この措置によって、国立男子6校、公立男子11校、公立女子7校と数多くの医専が設置された。
東京高等歯科医学校では、1944年（昭和19年）4月に医学教育課程が設置、同時に東京医学歯学専門学校と改称し歯科医師養成に加え医師養成の役割を負うことになった。これに伴い、中学四年次修了を入学要件とする「歯学科」に「医学科」（各定員100名）が増設された。

## 歯科医師対象の「編入科」「臨時科」
加えて1944年（昭和19年）4月に、歯科医師を医専3年次に編入させた上で、二年間の医学教育を経て医師免許を与える編入科（定員80名）が東京医歯専に設けられた。
「編入科」の制度は2期生までで終了・廃止になった。「編入科」1期生の歯科医師は、戦時中に繰上げ卒業が命じられたために2年間の教育を短縮して1945年（昭和20年）9月に卒業し、インターンや医師国家試験を経ずに直ちに医師免許が与えられた。2期生は、2年間の教育が行われ1948年（昭和23年）3月に卒業したが、1年間のインターン教育の後に医師国家試験が課せられている。ちなみに入学者は、全員男性だった。
さらに1945年（昭和20年）2月、文部省は、慶應義塾と慈恵医大の両大学の附属医学専門部に、歯科医師を第三年次に編入の上で一年間の医学教育を行う臨時科(定員各160名)を設置させた。
慶應義塾大学では1945年（昭和20年）3月に入学試験を行い、4月に授業を開始。しかし5月の空襲によって信濃町の医学部・医専校舎や病院が焼失し、地方に疎開しながらも食料不足の中で講義と臨床実習が行われ、教育は困難を極めた。1946年（昭和21年）3月に「臨時科」一期生158名が卒業し、インターン教育を開始。11月に第一回医師国家試験を受験し、99名が合格した。慈恵医大においても144名が卒業し、やはりインターン教育ののち医師国家試験を受験している

## 歯科医への医師国家試験の受験許可
1945年（昭和20年）に入ると、日本の医師不足は決定的になった。また、1944年の秋から始まったアメリカ軍による日本本土空襲は、多くの住民を殺傷したため、医師の不足は直接的に国民の士気の低下や戦争遂行への生産力の低下となって現れた。
1945年（昭和20年）4月6日に勅令216号医師免許ノ特例ニ関スル件が公布された。この内容は、従来の「歯科医師を正規の医師養成機関に編入させて、医学教育を行う」という原則から大きく逸脱するものであった。
1. 医学教育機関に入学する為の選抜試験を廃止し、歯科医師の免許所有者に受験資格を与える。
2. 原則として医学教育を不要とし、医師試験に合格すれば歯科医師に医師免許を与える。
3. 各都庁府県一ヶ所に医師試験前準備講習会を実施して、「医師試験」の受験者対象に医師として必要な知識を教授する。講師は医療機関所属の医師が行う。

新たに実施されることになった、「医師試験」の科目は、
- 第1部：生理学、病理学、衛生学
- 第2部：内科学（小児科学と精神科学を含む）、外科学（整形外科を含む）、産婦人科学、皮膚科学（泌尿器科学を含む）、耳鼻咽喉科学、眼科学

と規定された。医師試験合格者は、6カ月間の「修練」を厚生省指定の病院で行う義務があった。
試験前講習会は、空襲がくり返される中、1945年（昭和20年）6月1日から7月30日までの55日、合計330時間が行われた。内訳は、生理学（20時間）、病理学（30時間）、衛生学（20時間）、内科学（小児科学と精神科学を含む）100時間、外科学（整形外科を含む）80時間、産婦人科学30時間、皮膚科学（泌尿器科学を含む）20時間、耳鼻咽喉科学15時間、眼科学15時間であった。臨床医学に関しては、時間数の三分の一は臨床示説のかたちで実施された。
かくして、1945年（昭和20年）9月15日から19日にかけて、札幌・仙台・宇都宮・東京・新潟・岐阜・京都・岡山・高松・熊本・金沢・大阪・長崎で、第一回「医師試験」が行われた。東京を例にとれば、「医師試験前準備講習会」は東大・慈恵医大・東京医歯専で行われ、受講終了者は367名（うち女性は29名）であった。「医師試験」においては、準備講習会未受講の独学者も受験したために東京での受験生は約400名に上った。全国では詳しいデータが明らかになっていないものの、2275名ほどが受験したと言われている。そのうち73名が合格(女性は0名)し、合格率は3.2％と極めて低かった。合格者には、1946年（昭和21年）4月から「実施修練」が課せられたが、通常のインターン教育の半分である6カ月で終了した。

## 戦時中の医師不足対策がもたらしたもの
戦争終結に伴い、軍医の復員から医師が過剰になることが恐れられる事態になり、歯科医師対象の「医師試験」も廃止された。「医師試験前準備講習会」の修了者には後に創設された「医師国家試験」の受験資格も与えられず、歯科医師の医師への起用はその後現在に至るまで制度的に行われていない。
一方、医学教育にインターン制度が取り入れられたのは、この戦時中の医師不足対策を嚆矢とする。インターンは、国民医療法施行令第一条第一項第一号の規定に基づいて、1946年（昭和21年）3月26日に厚生省衛生局長から両医専部長宛に指示されたものであるが、慶應と慈恵医大の「臨時科」の卒業生は衛生局長指示の直後にインターンに従事することになった。また、「医師試験」合格者の「実施修練」も不完全ながらインターンの一種と見ることができる。
この時期に新設された附属医学専門部や旧制医学専門学校の卒業生は、戦後大量に医師免許を取得することとなり、終戦に伴う外地からの引揚者も含め、戦後の医師過剰を生むこととなった。このため、戦後は過疎地においても医師確保が容易となった。これらの地域開業医はその後、後継者確保のため、1970年代初めの14校の私立新設医科大学設立の原動力となった。